# Arapongas
Arapongas là một đô thị thuộc bang Paraná, Brasil. Đô thị này có diện tích 381,091 km², dân số năm 2007 là 101467 người, mật độ 266,3 người/km².